# Line Vautrin
Pour les articles homonymes, voir Vautrin.
Line Vautrin, née le 28 avril 1913 à Paris où elle meurt le 12 avril 1997, est une artiste française, designer, créatrice de bijoux et d'objets de décoration. Tout au long de sa vie, elle fabrique des milliers d'objets, dont des « miroirs de sorcière » au pourtour circulaire souvent décoré au moyen de « talosel ».

## Biographie
Fille de bronzier d'art, elle quitte l'école à 15 ans. Artiste originale et indépendante, elle crée ses premières œuvres avant d’atteindre l’âge de 21 ans. Elle vend ses premières créations au porte-à-porte et travaille brièvement dans la maison Elsa Schiaparelli. Elle assoit sa renommée lors de l’Exposition universelle de Paris en 1937 où elle tient un stand. Elle y présente une collection diversifiée reprenant ses célèbres boutons en bronze, mais aussi des colliers, des bracelets, des boucles d’oreilles ainsi que de nombreux autres accessoires de modes ; elle montre en particulier un bronze doré qui représente Adam et Ève au paradis, monté sur une chaîne en forme de tuyau de gaz d'échappement). Sa collection reçoit un certain engouement. L’année suivante, à l’âge de 28 ans, elle ouvre sa première boutique non loin des Champs-Élysées, un petit local situé rue de Berri. En 1939, elle expose au salon des artistes décorateurs des poudriers des boîtes à fard ou encore des piluliers à bronze dorés, dont les couvercles sont incrustés de rébus.
Au début des années 1940, ces dernières boîtes (dont également des cendriers) font sa renommée. Durant l'Occupation, alors que la mode subit le rationnement, elle lance des thèmes « plat comme la galette », « maigre comme un cou » ou encore « long comme la girafe », créant également des boutons coqs gaulois patriotiques ainsi que d'autres objets reprenant les codes couleur bleu-blanc-rouge. Elle épouse en 1942 le peintre Jacques-Armand Bonnaud (1917-1980). Leur fille Marie-Laure Bonnaud-Vautrin (née en 1943) a poursuivi dans la voie familiale. Ils s’installent dans le Marais, dans l'hôtel particulier Mégret de Sérilly (106 rue Vieille-du-Temple) qu’ils rénovent entièrement et qui servira de toile de fond pour la présentation des œuvres de Line. Jacques-Armand Bonnaud met tout en œuvre pour que Line ait davantage de visibilité. La presse magazine montre alors un intérêt croissant pour ses créations qui suscitent un réel enthousiasme.
En 1949, le couple déménage à Casablanca, Jacques-Armand Bonnaud étant demandé par la maison royale marocaine afin de réaliser des décors dans leurs palais. Leurs personnalités sont cependant très différentes, lui menant une vie mondaine assidue alors que Line Vautrin reste discrète. Par ailleurs, le penchant du peintre pour les hommes amène la créatrice à demander le divorce au bout de trois ans de mariage. Elle rentre alors à Paris avec sa fille Marie-Laure. La séparation du couple marque un tournant dans l’évolution artistique de Line Vautrin.
Elle s’intéresse à une nouvelle substance : l’acétate de cellulose, dont elle tire un nouveau matériau baptisé « talosel ». Elle façonne, taille, chauffe cette nouvelle matière pour créer des articles de décoration qui lui ont permis d’optimiser l’utilisation de cette matière. Elle crée des objets de toutes sortes dont des culots de lampes, des paravents, des tables et surtout ses célèbres miroirs : miroirs sorcière, miroirs convexes, miroirs déformants dont les cadres finement ciselés ne demandent qu’à raconter une histoire. Le travail de Line Vautrin est toujours accompagné d’une touche espiègle et poétique. Son humour facétieux et ludique transparaît entre autres dans les rébus qui ornent ses créations.
Elle ouvre une nouvelle boutique, 3 rue de l'Université, où elle présente des objets de décoration et des miroirs « sorcière ». Elle compte parmi ses clients Françoise Sagan, Ingrid Bergman ou encore Yves Saint Laurent. Dépassée par des problèmes de gestion, elle ferme sa boutique en 1962. Avec sa fille, elle ouvre une école, y enseignants son art et ses techniques. Ses élèves sont autant des femmes désireuses de remplir leur temps libre que des artisans à la recherche de nouvelles techniques. Au début des années 1980, elle décide de fermer l’école et se retire dans un petit appartement où elle continue à créer ses œuvres qu’elle vend au compte-gouttes. La rencontre fortuite, quelques années plus tard, avec un collectionneur de Londres, David Gill, lui sera, en quelque sorte, providentielle. David Gill joue un rôle prépondérant dans la redécouverte de Line Vautrin. Il organise des expositions dans le monde entier ce qui permet à Line de voyager énormément – ce qu’elle ne s’était jamais permis de faire auparavant.
En 1986-1987, elle met en vente une partie de sa collection, achetée notamment par le galeriste britannique David Gill. Regain de popularité, ses collections sont par la suite présentées dans des galeries, comme celle de Naïla de Monbrisson à Paris ou, en 2013, la Maison Gérard à New York. L'architecte Peter Marino et l'ex-chanteuse Victoria Beckham comptent parmi ses acheteurs. En mai 2015, sa fille Marie-Laure Bonnard, met en vente sa collection personnelle chez Christie's.
En 1992, elle reçoit le Prix national des Métiers d’Art pour ses recherches sur les techniques de décoration. Elle meurt brutalement d’un arrêt cardiaque le 12 avril 1997, deux ans avant sa rétrospective au musée des arts décoratifs de Paris.

## Œuvres dans les musées
- Soleil enchaîné (broche), collections du musée des arts décoratifs de Paris[7]
- L'éclipse (broche), collections du musée des arts décoratifs de Paris[8]
- Saint-Guérisseur breton (broche), collections du musée des arts décoratifs de Paris[9]
- Saute-mouton (collier), collections du musée des arts décoratifs de Paris[10]
- Vertèbres (collier), collections du musée des arts décoratifs de Paris[11]
- Vertèbres (collier), collections du musée des arts décoratifs de Paris[11]

## Expositions
- Secret de bijoux, Line Vautrin et onze créateurs d'aujourd'hui, du 30 mars 1999 au 29 août 1999 aux Arts décoratifs de Paris[12]
- "MIROIRS", Line Vautrin, du 10 septembre 2004 au 10 octobre 2004 à la Galerie Chastel-Maréchal à Paris